# Lars Jesper Benzelstierna
Lars Jesper Benzelstierna, född 8 december 1808 i Stockholm, död 11 februari 1880, var en svensk fotograf, son till kommendanten på Karlshamns kastell Jesper Albrekt Benzelstierna.
Benzelstierna inledde en militär karriär och var 1831–1836 underlöjtnant i franska armén. Han blev konstintresserad i Paris och fick tillfälle att utbilda sig till grafiker och sysslade med litografi och färglitografi. I Paris lärde han känna och blev god vän med svenske ministern där, Gustaf Löwenhielm.  1836 återvände Benzelstierna till Sverige och tjänstgjorde som underlöjtnant vid Norra skånska infanteriregementet och som adjutant vid Krigskollegium.
Vid årsskiftet 1839/1840 medtog Löwenhielm vid ett besök i Sverige ett antal daguerrotypier. De flesta skadades under resan, men en som klarat sig utställdes i februari 1840 på Kungliga Museet. Han hade även inköpt en fotografiutrustning till Benzelstierna, men genom en rad missöden hamnade på Guadeloupe i stället för i Sverige. Snart införskaffade dock Löwenhielm en ny fotografiutrustning till Benzelstierna, och snart var han i full gång med fotograferandet, som den förste svenskfödde fotografen.
Redan på hösten 1840 utgav Benzelstierna ett planschverk: "Daguerrotyp-Panorama öfver Stockholm och dess omgifningar". Planscherna var litograferade av Johan Christoffer Boklund med förlagor av Benzelstiernas daguerrotypier. Endast ett av fyra planerade häften utkom då intresset visade sig för litet.
Våren 1841 fick man tillfälle att visa sina fotografiska experiment för kronprins Oscar. I Stockholm blev dock konkurrensen med lycksökare alltför svår, och Benzelstierna gav sig därför ut på turnéer i landet och besökte Norrköping, Linköping, Helsingborg och Kristianstad. Han kom dock att hamna på efterkälken, främst för att han inte använde sig av porträttobjektiv, och redan 1845 gav han upp fotograferandet, och försörjde sig sedan fram till sin död på litograferandet och med vaxpoussering (framställa vaxreliefer).